# Mohon
Mohon (Gallo Mohon, bretonisch Mozhon) ist eine französische Gemeinde mit 988 Einwohnern (Stand 1. Januar 2022) im Département Morbihan in der Region Bretagne.

## Geografie
Mohon liegt rund 48 Kilometer nordöstlich von Vannes im Nordosten des Départements Morbihan an der Grenze zum Département Côtes-d’Armor.
Nachbargemeinden sind Ménéac im Nordosten, Guilliers im Osten, Saint-Malo-des-Trois-Fontaines im Süden, Forges de Lanouée im Westen sowie Plumieux und La Trinité-Porhoët im Nordwesten.

## Bevölkerungsentwicklung
| Jahr      | 1962 | 1968 | 1975 | 1982 | 1990 | 1999 | 2006 | 2012 | 2019 |
| Einwohner | 1541 | 1442 | 1247 | 1102 | 1031 | 898  | 959  | 1006 | 979  |

Quellen: Cassini und INSEE

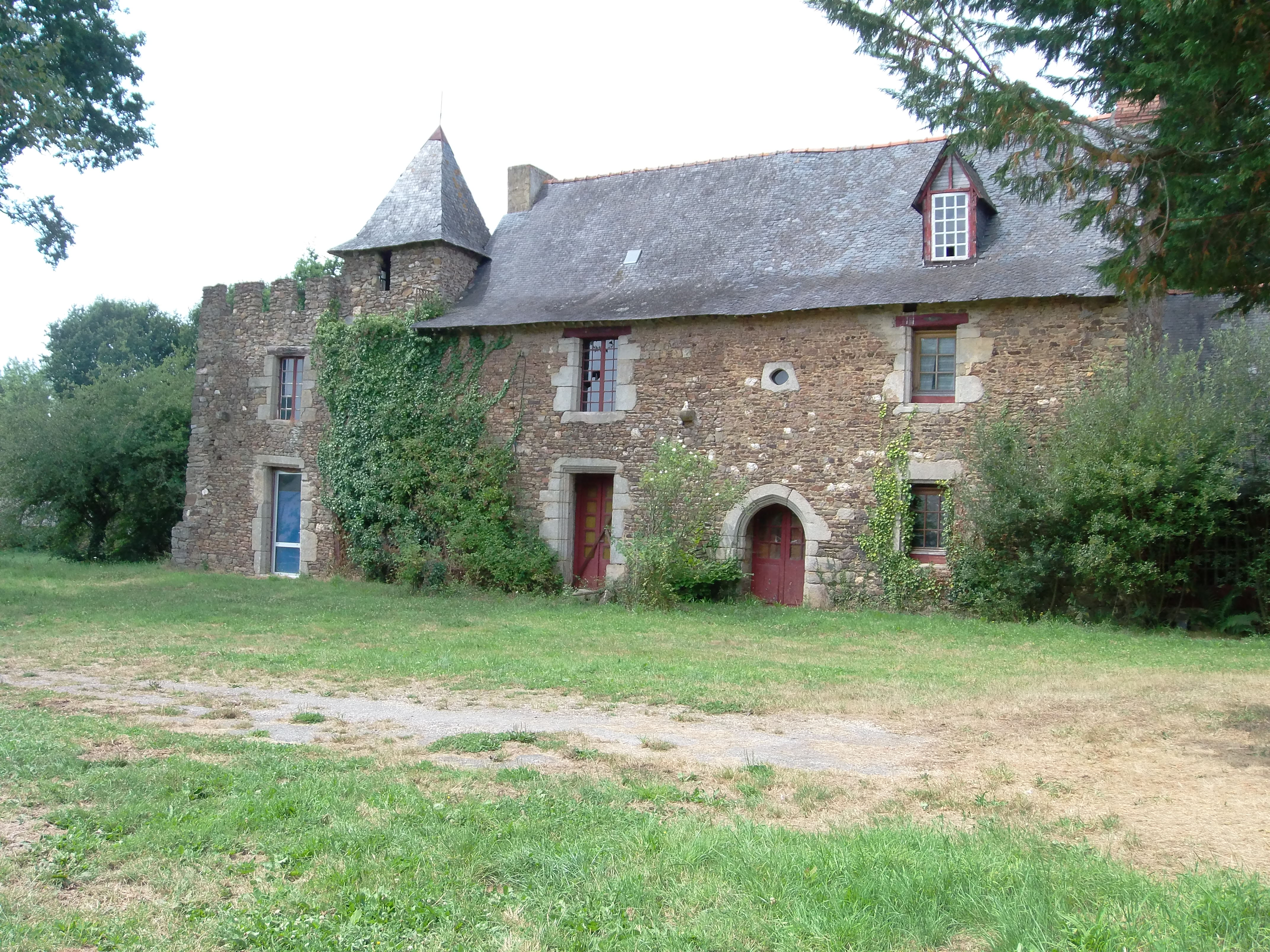
Alte Festung Camp des Rouëts
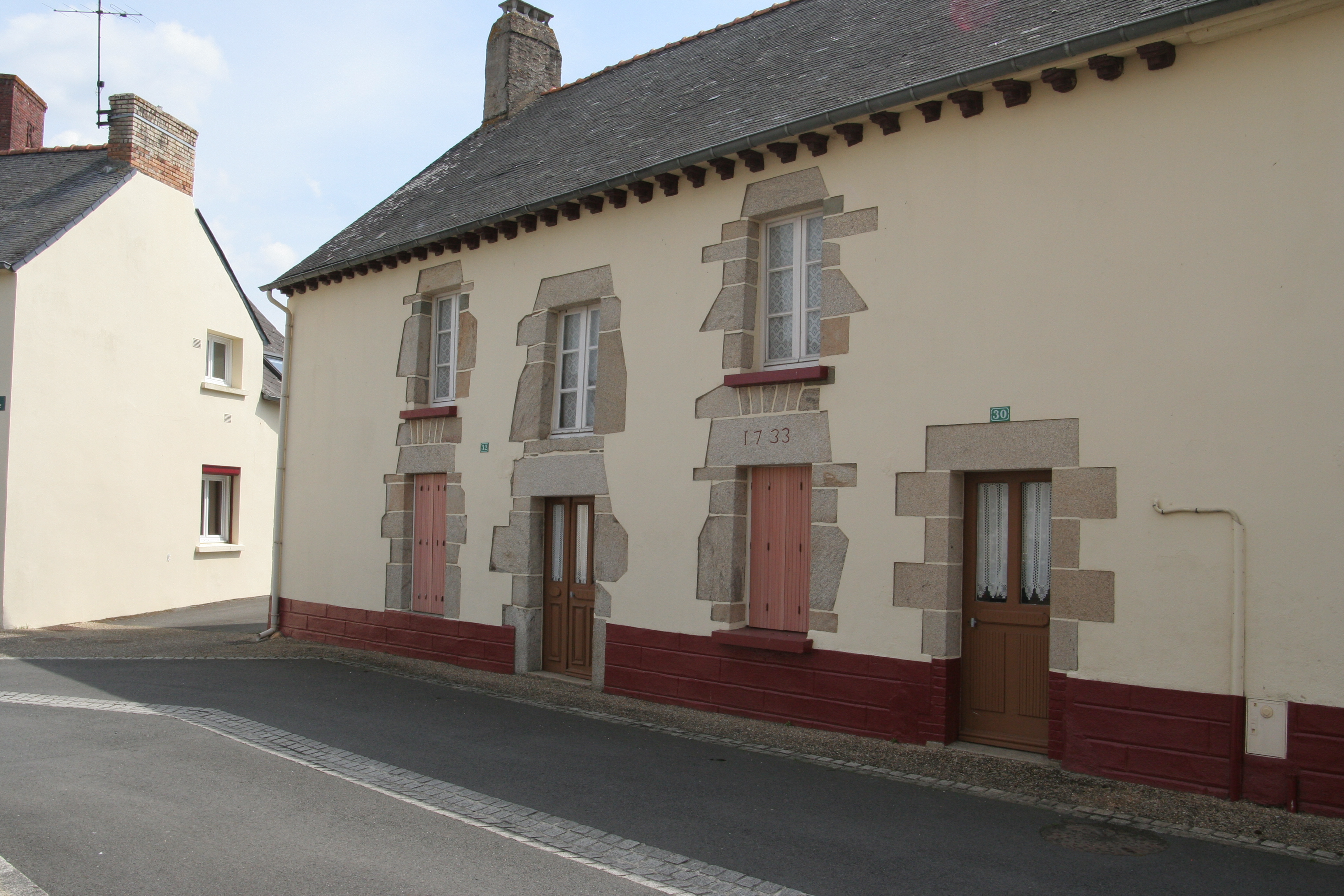
Altes Haus im Ortszentrum
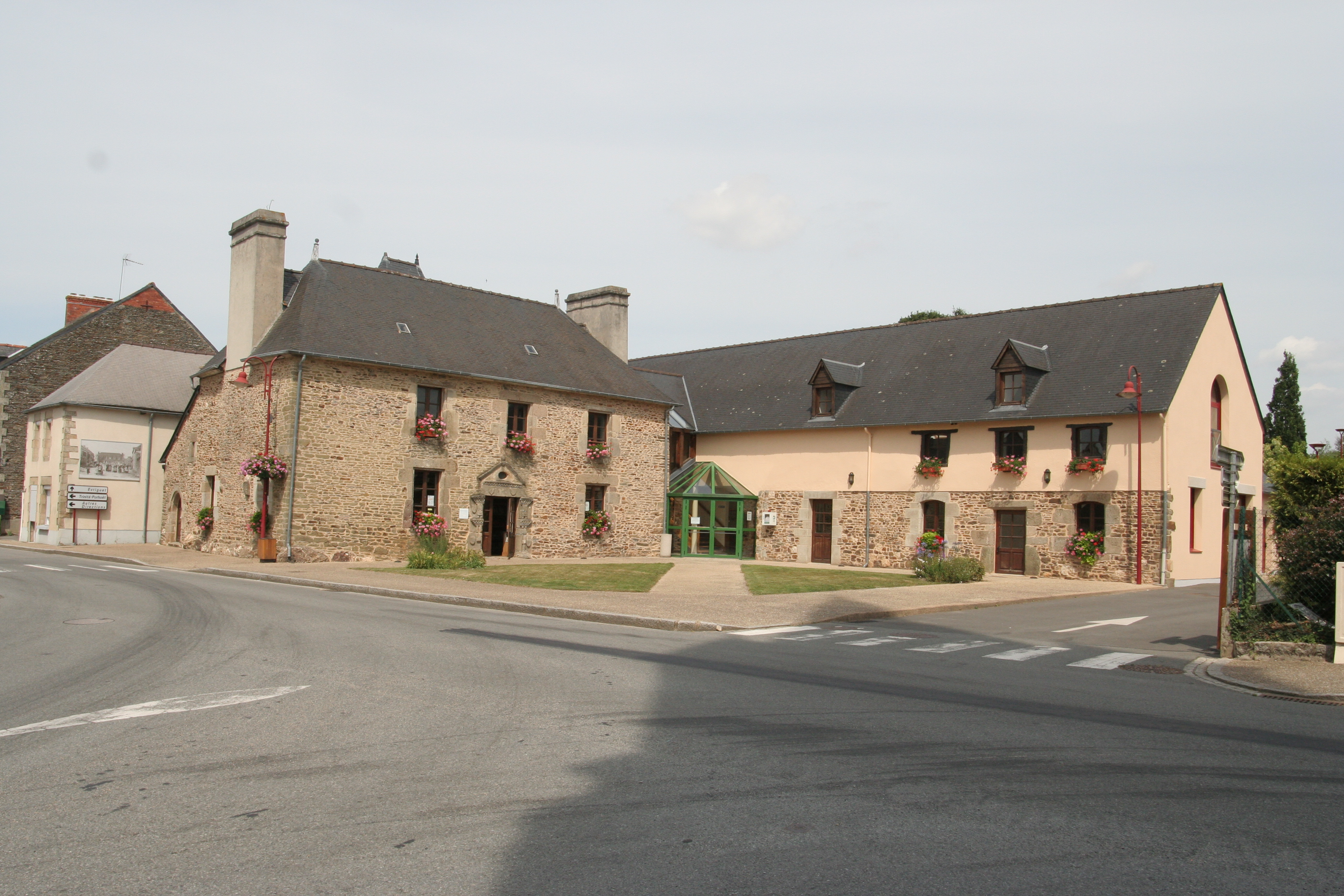
Bibliothek im Maison du Sénéchal
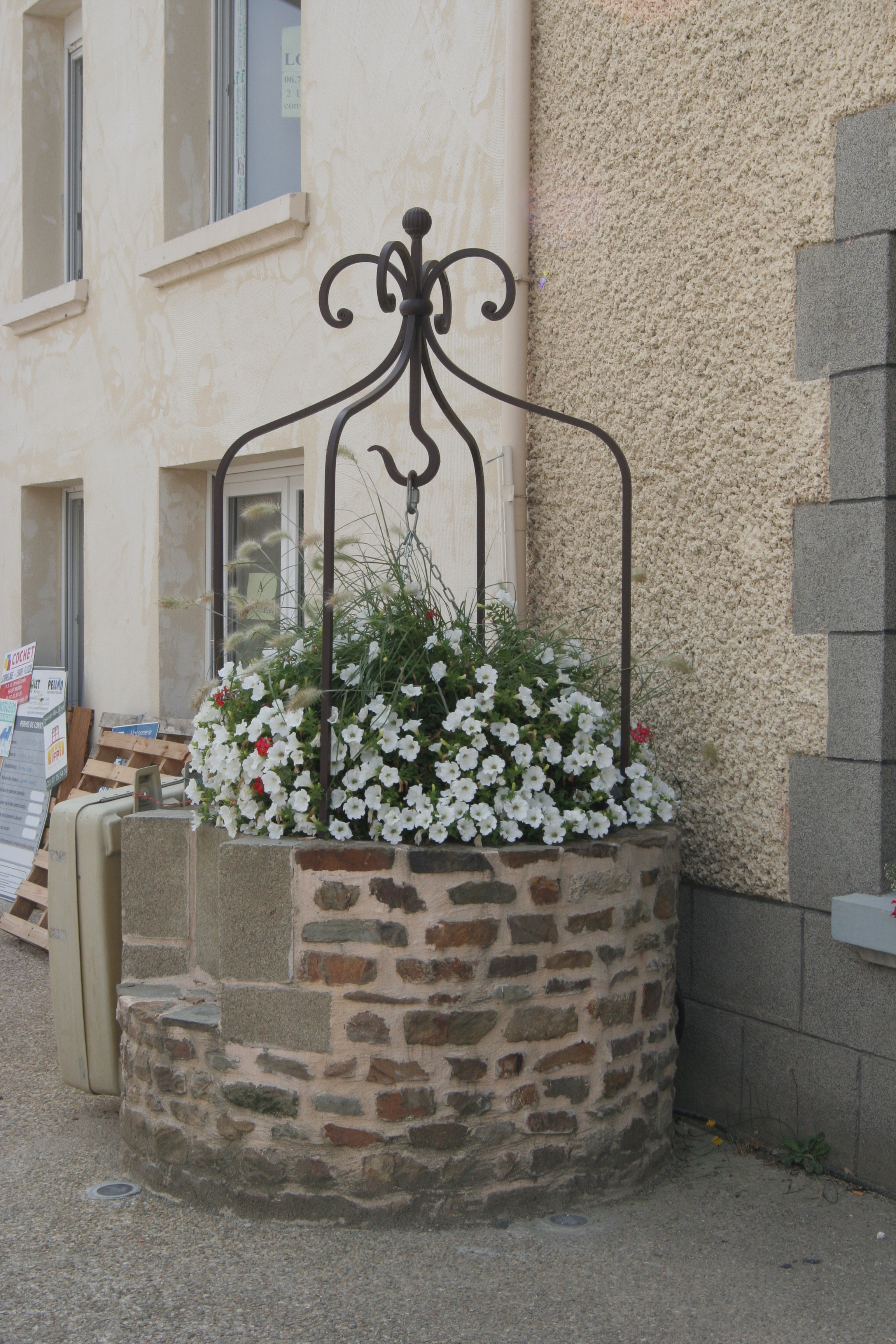
Blumen in einem ehemaligen Brunnen

## Sprache
Im Frühmittelalter wurde die Gegend durch Bretonen besiedelt und deren Umgangssprache Alltagssprache. Bei der Zweiten Rückzugswelle der Bretonischen Sprache im Spätmittelalter (zwischen 1200 und 1500) kam es zum Sprachwechsel hin zum Gallo. Dieser Dialekt des Französischen ist mittlerweile beinahe ausgestorben und die Bevölkerung spricht heute französisch.